# Eckhard Dagge
Eckhard Dagge (ur. 27 lutego 1948 w Probsteierhagen; zm. 4 kwietnia 2006 w Hamburgu) – niemiecki bokser, zawodowy mistrz świata i Europy.

## Życiorys
Walczył w wadze lekkośredniej. W 1975 zdobył tytuł mistrza Europy w tej kategorii wygrywając z Hiszpanem José Duranem (który pokonał go poprzednio w walce o ten tytuł w 1974). Stracił mistrzostwo w styczniu 1976 przegrywając z Vito Antuofermo, ale w tym samym roku zdobył mistrzostwo świata organizacji WBC wygrywając z Elishą Obedem przez techniczny nokaut w 10. rundzie. Został wtedy pierwszym niemieckim mistrzem świata od czasów Maxa Schmelinga. Dwukrotnie zwycięsko bronił tytułu wygrywając z byłym wielokrotnym mistrzem świata Emile Griffithem (który miał jednak już 38 lat) i remisując z aktualnym mistrzem Europy Maurice Hopem. Stracił tytuł w 1977 po przegranej walce z Rocco Mattiolim.
Dagge zakończył karierę bokserską w 1981 po stoczeniu 32 walk, z których przegrał tylko 5, a jedną zremisował. Był potem trenerem w zespole Klausa-Petera Kohla, trenował m.in. Dariusza Michalczewskiego.
Był znany z problemów z nadużywaniem alkoholu. Skomentował to następująco: Wielu mistrzów świata zostało alkoholikami, ale ja jestem pierwszym alkoholikiem, który został mistrzem świata. Zmarł na raka.